# Iñigo Lekue
Iñigo Lekue Martínez (* 4. Mai 1993 in Bilbao) ist ein spanischer Fußballspieler. Seit 2015 spielt er für Athletic Bilbao in der Primera División.

## Karriere
Lekue begann seine Karriere bei Athletic Bilbao. 2013 spielte er erstmals für Athletic Bilbao B in der dritten Liga. 2015 konnte er den Aufstieg in die zweite Liga feiern. 2015 wurde er in die Erstligamannschaft hochgehoben. Sein Erstligadebüt gab er am 2. Spieltag 2015/16 gegen den SD Eibar.